# Gracia (glazbeni sastav)
Gracia je bivši hrvatski pop rock sastav osnovan 1990. godine u Metkoviću.
Multimedijalna glazbena skupina pod nazivom Trotakt projekt počinje djelovati 1980. godine, a polovicom osamdesetih objavljuju dva singla "Zaplešimo" i "Rolana", koji vrlo brzo dobivaju veliku naklonost javnosti. Sastav u njegovoj pretpovijesti karakteriziraju tri vrlo bitne činjenice, a to je velika naklonost publike i glazbene kritike, odana podrška rock slušateljstva i gotovo potpuni izostanak snimljenog zapisa. Nakon osnivanja svog vlastitog studija 1990. godine pod nazivom "Magic Music", mijenjaju naziv u Gracia i iste godine objavljuju svoj prvi istoimeni studijski album.

## Povijest sastava

### Trotakt projekt
Trotakt projekt počeo je s radom u Metkoviću, sastavljena od glazbenika, akademskih kipara i slikara, dizajnera, fotografa i arhitekata. Ubrzo, članovi banda odlaze na studij u Zagrebu gdje nastavljaju s  Trotakt projektom, a cilj im je bio da jednim projektom objedine tri stvari; rock glazbu, modu i vizualni izgled. Sastav su tada činili članovi Matija Vuica (vokal), Jurica Popović (gitara), Jašar Murtezani (bas-gitara), Anri Leontenko (bubnjevi), Zlatko Volarević (klavijature) i Blažko Mijić (gitara).
Sljedeće godine prijavljuju se na natječaj za sudjelovanje na YURM-u (Jugoslavenski Rock Moment - festival najboljih novih sastava u bivšoj državi), te šalju kazetu s pjesmama koje će im kasnije osigurati plasman u finale koje se održalo 24. prosinca 1981. godine. Svojim nastupom u Lapidariju oduševili su publiku i pobijedili. Koncert su nadopunili revijom modela Matije Vuice i projekcijom slajdova. Pobjeda u finalu omogućila im je da na istoj manifestaciji nastupe i sljedeće godine kao specijalni gosti.
Godine 1983. nastupaju na rock večeri opatijskog festivala, nakon kojeg su odbili ponudu jedne manje diskografske kuće za objavljivanjem materijala. Sljedeće godine Trotakt projekt odlazi u studio i snima materijal za svoje prvo izdanje pod nazivom Blago tonirano kojeg je trebala objaviti izdavačka kuća Jugoton. Međutim iste godine Jugoton objavljuje samo dva pilot singla "Rolana" / "Ja želim nešto drugo" i "Zaplešimo" / "CDDA". Singlovi odlično prolaze na tržištu ali ipak unatoč tome ne dolazi do realizacije izlaska albuma. Pjesma "Zaplešimo" našla se na popisu istoimene kompilacije domaćih hitova koju je objavio Jugoton.
Ubrzo većina muških članova odlazi na odsluženje vojnog roka, tako da u tom vremenu od 1984. do 1986. godine najaktivniji član Trotakt projekta je Matija Vuica. U narednom razdoblju sastav vrlo rijetko nastupa te snima pjesme samo za potrebe radija, dok Vuica to nadopunjuje svojim modnim revijama s kojima izaziva sve veći interes alternativne javnosti. Početkom 1990. kompletiraju svoj vlastiti studio za snimanje, a preostala jezgra sastava Vuica, Popović i Murtezani mijenjaju naziv u Gracia. Izdavačku kuću nazivaju "Magic Music" te iste godine objavljuju istoimeni album i kazetu.

### Gracia
Sve daljnje planove oko stvaranja glazbene karijere prekida Domovinski rat u čiju obranu se od samoga početka kao dragovoljci uključuju svi članovi sastava u okolici rodnoga Metkovića. Nakon demobilizacije 1992. godine u jesen snimaju materijal za svoj drugi album Vrijeme snova, kojeg 1993. na CD-u i kazeti objavljuju izdavačke kuće Euroton i Orfej.
Polovicom 1994. godine objavljuju svoj treći studijski album Jer tu ima neki crni vrag, kojeg objavljuje izdavačka kuća Orfej. Na albumu se osim dance mix i radio mix verzije skladbe "Svemirci" nalazi još pjesama, među kojima i njihov veliki hit "Ljubi me strasno", kojeg Vuica u duetu izvodi zajedno s trogirskim tenorom Vinkom Cocom.
Novije doba
Nakon četiri godine pauze 18. srpnja 2008. godine u prodaji se našao novi album sastava Gracia pod nazivom Krv nije voda, kojeg izdaje diskografska kuća Dancing Bear. Album je zamišljen kao hrvatska priča te svojom tematikom ulazi u povijest države. Popraćen je videopromocijom od tri spota nazvana "Triologija: Crven, bijeli i plavi", koja su snimani na otocima Hvaru, Pagu i Brijunima, a zbog svoje povijesne tematike pratila ih je birana kostimografija. Zanimljivo je da je od deset pjesama koje se nalaze na albumu za njih sedam snimljen video spot. Materijal je pomno pripreman, a njegovi tekstovi govore o vjeri, ljubavi i domoljublju.
Pjesme koje su na neki način obilježile album te se bave njegovom temom između ostalih su naslovna "Krv nije voda", "Kroacijo", "Ljubim kamen tvoj", himnična "Sjajna zvijezdo" te potpuno drugačija ljubavna pjesma "Još uvijek te volim", koja je postala nova uspješnica sastava poput "Linđa" i "Ere".
Krv nije voda sadrži deset pjesama, a zamišljeno je da album bude objavljen kao poklon. Prvih 1500 kupaca uz knjižicu s tekstovima na dar je dobilo medaljon koji je blagoslovio velečasni Zlatko Sudac.
Sastav je objavio singl pod nazivom "Nije kriza" kao najavu za albuma pod nazivom Drndaj...svadba je!!!, a još jedan naslov koji će obilježiti album je pjesma "Zbogom majko, zbogom Bosno" s kojom je Gracia nastupila na Etnofestu Neum 2010. godine. Pjesme na albumu su svadbenog karaktera uz dosta narodnih motiva (etno-dance). Kao bonus na CD-u je i njihova velika uspješnica "Linđo". Za singl "Nije kriza" snimljen je i video spot u kojemu se kao glavni glumci pojavljuju prodavačice (tzv. kumice) te Vedran Mlikota i Damir Šaban.
Trotakt projektov R.I.P.
Trideset godina nakon prvog javnog nastupa i uspjeha, Trotakt projekt se 2011. ponovo okupio kako bi promovirali audio/video box R.I.P. (Repriza izgubljene priče) objavljen u izdanju Croatia Recordsa, koji sadrži nikad objavljeni album iz 1983. kao i ostale neobjavljene audio snimke te rijetke video zapise grupe koje je radio tadašnji njihov pridruženi član Šime Strikoman.

## Diskografija
Singlovi (Trotakt projekt)
- 1984. - "Rolana" / "Ja želim nešto drugo" (Jugoton)
- 1984. - "Zaplešimo" / "CDDA" (Jugoton)

Albumi
- 1990. - Gracia (Magic Music)
- 1993. - Vrijeme snova (Orfej/Euroton)
- 1994. - Jer tu ima neki crni vrag (Orfej/Ruby)
- 1994. - Dancetheria (CBS)
- 1995. - 4. (Croatia Records)
- 1996. - Arena (Croatia Records/Magic Music)
- 1997. - Etno baš hoću (Croatia Records/Magic Music)
- 1999. - Cvijet s Juga (Magic Music)
- 2001. - Dancemix (Memphis/Magic Music)
- 2003. - Carica (Croatia Records)
- 2008. - Krv nije voda (Dancing Bear)
- 2010. - Drndaj...svadba je!!!
- 2011. - R.I.P. (Repriza izgubljene priče) - Trotakt projekt (2CD/DVD - Croatia Records)

## Vanjske poveznice
- Službene stranice sastava Gracia
- Službene stranice sastava Trotakt projekt
- Službene stranice Matije Vuice
- GraciaTV na YouTubeu
- Simpatico.hr  Arhivirana inačica izvorne stranice od 7. prosinca 2009. (Wayback Machine)